# Sekeetamys calurus
Il merione dalla coda folta (Sekeetamys calurus Thomas, 1892) è un roditore della famiglia dei Muridi, unica specie del genere Seeketamys (Ellerman, 1947), diffuso nel Vicino Oriente.

## Descrizione

### Dimensioni
Roditore di piccole dimensioni, con la lunghezza della testa e del corpo tra 98 e 130 mm, la lunghezza della coda tra 112 e 164 mm, la lunghezza del piede tra 28 e 35 mm, la lunghezza delle orecchie tra 17 e 23 mm e un peso fino a 50 g.

### Caratteristiche craniche e dentarie
Il cranio è delicato, con il rostro lungo e sottile e con la bolla timpanica ingrandita e rigonfia posteriormente. La regione inter-orbitale è stretta. Gli incisivi superiori hanno un solo solco longitudinale.
Sono caratterizzati dalla seguente formula dentaria:

### Aspetto
Le parti superiori variano dal giallastro al rossiccio, mentre le parti ventrali e le zampe sono biancastre. Le orecchie sono grandi. Le piante dei piedi sono prive di peli. Il palmo delle zampe anteriori è privo di peli e munito di 5 cuscinetti. La coda è più lunga della testa e del corpo, è brunastra e termina con un evidente ciuffo di peli bianco. In alcuni esemplari il ciuffo si estende per circa la metà della coda, è formato da peli nerastri e peli biancastri lungo i lati.  Le femmine hanno 2 mammelle pettorali e 2 mammelle inguinali.

## Biologia

### Comportamento
È una specie terricola e notturna. Costruisce tane sotto ammassi rocciosi. Si arrampica agilmente sulle rocce.

### Alimentazione
Si nutre di piante.

### Riproduzione
Le femmine danno alla luce fino a 6 piccoli alla volta. In cattività si riproduce durante tutto l'anno. Allo stato selvatico sono stati osservati individui fecondi a febbraio e marzo. L'aspettativa di vita in cattività è di 5 anni e 5 mesi.

## Distribuzione e habitat
Questa specie è diffusa lungo le coste orientali dell'Egitto e del Sudan nord-orientale, la Penisola del Sinai, Israele meridionale, Giordania sud-occidentale e nelle zone vicino Riad, nell'Arabia Saudita.
Vive nelle zone aride rocciose, incluse le vette montane del Deserto del Negev fino a 600 metri di altitudine.

## Conservazione
La IUCN Red List, considerato che non sono evidenti serie minacce, nonostante sia una specie naturalmente rara, classifica S.calurus come specie a rischio minimo (Least Concern).